# Miss Pérou 2018
Miss Pérou 2018 est la 65e élection de Miss Pérou qui s'est déroulée, le 29 octobre 2017, au théâtre municipal de Lima.
Prissila Howard, représentante de Piura et lauréate de l'édition 2016, couronne son successeur, Romina Lozano (de la région de Callao), à la fin du concours. Cette dernière représentera le Pérou à l'occasion de la cérémonie de Miss Univers 2018. 
En outre, c'est la première édition de Miss Pérou à être diffusée sur Latina Televisión.

## Déroulement
Cette élection devient une tribune contre les violences faites aux femmes au Pérou. Ainsi, quand chacune des 23 candidates prend la parole pour préciser ses mensurations, elle annonce un chiffre correspondant à des violences quotidiennes subies par les femmes vivant au Pérou. La séquence s’est terminée avec le message du présentateur : « Ce soir, nous ne parlons pas seulement de ces 23 femmes. Ce soir, nous parlons de toutes les femmes de notre pays qui ont des droits et méritent le respect »,,,.
Cette prise de parole par les femmes est une conséquence de l'affaire Harvey Weinstein.

## Résultats

### Classement
| Titre                         | Candidates |
| Miss Pérou Univers 2018       | - Callao - Romina Lozano                                                                                             |
| Miss Grand Pérou 2018         | - Loreto - Andrea Moberg                                                                                             |
| Miss Supranational Pérou 2018 | - Arequipa - Kelin Rivera Kroll                                                                                      |
| 1re dauphine                  | - Huánuco - Luciana Fernández                                                                                        |
| Top 6                         | - Capitale - Samantha Batallanos - Surco - Jessica McFarlane                                                         |
| Top 9                         | - Ica - Bélgica Guerra - La Libertad - Melody Calderón - Rímac - Juana Acevedo Chumpitaz                             |
| Top 13                        | - Tacna - Vania Osusky - Piura - María José Seminario - Amazonas - Pilar Orué - Chorrillos - Kristel Aranda Schoster |

### Prix attribués
- Meilleur sourire - Piura - María José Seminario
- Miss Internet - Loreto - Andrea Moberg
- Miss Rose 2017 - Loreto - Andrea Moberg

## Personnalités

### Jury
- Magaly Medina (es) - Journaliste et productrice de télévision.
- Jessica Newton (es) - Présidente de l'Organisation Miss Pérou.
- Luciana Olivares - Stratégie et contenu gestionnaire chez Latina Televisión.
- Micael Seo - Responsable marketing chez LG Group.
- Paola Ochoa - Directeur de Esthétique dentaire chez Infinity (clinique dentaire).
- Deborah de Souza - Miss Pérou 1993.
- Selene Noblecilla - Présidente de Reina Mundial del Banano (es), concours de beauté.
- Ernesto Bejarano - Responsable marketing de Marina Sel - EMSAL S.A.
- Lady Guillén - Animatrice TV.

### Candidates
| - Amazonas - Pilar Orué - Áncash - Estefanía León Batievsky - Arequipa - Kelin Rivera Kroll - Cajamarca - Melina Machuca - Callao - Romina Lozano Saldaña - Cañete - Almendra Marroquín - Capitale - Samantha Batallanos - Cuzco - Alejandra Resnikowski Valle - Chorrillos - Kristel Aranda Schoster - Espagne-Pérou - Susan Rodríguez de La Paz - Huánuco - Luciana Fernández - Ica - Belgica Guerra - Iquitos - Fabiola Díaz Zubiate - La Libertad - Melody Calderón | - Lambayeque - Deyanira Reyes - La Punta - Camila Canicoba - Loreto - Andrea Moberg - Miraflores - Natalia Elejalde - Moquegua - Alejandra Chávez - Piura - María José Seminario - Rímac - Juana Acevedo Chumpitaz - Sullana - Karen Cueto - Surco - Jessica McFarlane - Tacna - Vania Osusky - Trujillo - Noelia Castro Deza - Tumbes - Pierina Meléndez - Ucayali - Diana Rengifo - Villa El Salvador - Francesca Chávez |

### Chanteurs invités
- Concours de maillots de bain : Leslie Shaw qui interprète son single Siempre Mas Fuerte.
- Concours de Robe de soirée : Deyvis Orosco avec El Arbolito / Ojitos Hechiceros / No Te Creas Tan Importante.
- Hymne Miss Pérou interprété par Mirella Paz.
- Autres : Ezio Oliva et Jonathan avec Como le Hago.